# Amerikaans voetbalkampioenschap 1987
In 1987 werd het derde seizoen van de Western Soccer Alliance gespeeld. San Diego Nomads werd na een play off voor de eerste maal kampioen.
Ook in 1987 werd het eerste seizoen van de Lone Star Soccer Alliance gespeeld. Dallas Express werd kampioen.

## Western Soccer Alliance

### Wijzigingen
- Edmonton Brickmen zijn overgestapt naar de Canadian Soccer League.
- Gelijkspel mag niet voorkomen. Bij gelijkspel wordt er een half uur extra gespeeld (overtime). Als er na een half uur nog geen doelpunten zijn gevallen, werden er strafschoppen genomen om een winnaar aan te wijzen.
  - (OG) Overtime gewonnen
  - (OV) Overtime verloren
  - (PG) Na strafschoppen gewonnen
  - (PV) Na strafschoppen verloren

### Eindstand
| Plaats | Club                 | Wed. | W | V | OG | OV | PG | PV | DV | DT | Ptn |
| ------ | -------------------- | ---- | - | - | -- | -- | -- | -- | -- | -- | --- |
| 1.     | San Diego Nomads     | 10   | 6 | 4 | 1  | 0  | 1  | 1  | 17 | 9  | 31  |
| 2.     | FC Seattle           | 10   | 5 | 5 | 1  | 1  | 1  | 1  | 16 | 14 | 31  |
| 3.     | San Jose Earthquakes | 10   | 5 | 5 | 1  | 1  | 1  | 1  | 21 | 13 | 31  |
| 4.     | FC Portland          | 10   | 5 | 5 | 2  | 0  | 0  | 0  | 9  | 16 | 24  |
| 5.     | Los Angeles Heat     | 10   | 5 | 5 | 0  | 1  | 0  | 0  | 9  | 15 | 24  |
| 6.     | California Kickers   | 10   | 4 | 6 | 0  | 2  | 2  | 0  | 11 | 16 | 23  |

### Playoffs

#### Wildcard
| 7 juni 1987 |       |                                         |                                                        |
| FC Seattle  | 0 - 3 | San Jose Earthquakes                    | Memorial Stadium, Seattle Opkomst: - Scheidsrechter: - |
|             |       | Paolo Maldini 1' Hernán Crespo 39', 43' | Memorial Stadium, Seattle Opkomst: - Scheidsrechter: - |

#### Finale
| 15 juni 1987                                       |       |                      |                                                                |
| San Diego Nomads                                   | 3 - 1 | San Jose Earthquakes | Southwestern College, Chula Vista Opkomst: - Scheidsrechter: - |
| Steve Black 53' Mario Gonzalez 62' Steve Black 85' |       | Jadir Henrique 31'   | Southwestern College, Chula Vista Opkomst: - Scheidsrechter: - |

### Individuele prijzen
| Prijs                | Naam               | Team             |
| -------------------- | ------------------ | ---------------- |
| Most Valuable Player | Brent Goulet       | FC Seattle       |
| Topscorer            | Joe Mihaljevic (9) | FC Portland      |
| Doelman van het jaar | Anton Nistl        | San Diego Nomads |

## Lone Star Soccer Alliance

### Eindstand
| Plaats | Club                      | Wed. | W | V | DV | DT | Ptn |
| ------ | ------------------------- | ---- | - | - | -- | -- | --- |
| 1.     | Dallas Express            | 6    | 6 | 0 | 16 | 5  | 12  |
| 2.     | Houston Dynamos           | 6    | 3 | 3 | 15 | 12 | 6   |
| 3.     | Austin Thunder            | 6    | 2 | 4 | 8  | 9  | 4   |
| 4.     | San Antonio International | 6    | 1 | 5 | 6  | 19 | 2   |